# Alexandre Anpilogov
Alexandre Semionovitch Anpilogov (en géorgien : ალექსანდრე ანპილოგოვი, en russe : Александр Семёнович Анпилогов, également orthographié Aleksandre Anp'ilogovi), né le 18 janvier 1954 à Tbilissi (RSS de Géorgie), est un joueur et entraineur soviétique puis géorgien de handball.

## Palmarès
Jeux olympiques
- Médaille d'or aux Jeux olympiques de 1976
- Médaille d'argent aux Jeux olympiques de 1980

championnats du monde
- Médaille d'argent au championnat du monde 1978
- Médaille d'or au championnat du monde 1982